# Jack Standen
James E. "Jack" Standen (20 de fevereiro de 1909 — 29 de outubro de 1973) foi um ciclista de pista australiano. Foi um dos atletas que representou a Austrália nos Jogos Olímpicos de 1928, em Amsterdã.